# Monostroma
Genre
Monostroma est un genre d'algues vertes. 
Ce sont des algues à structure palissadique, ayant la forme d'une feuille formée d'une couche unique de cellules (alors que les Ulves possèdent deux couches). Chaque cellule végétative possède un seul noyau et un seul chloroplaste.
Plusieurs de ces algues sont comestibles et cultivées en Asie pour la consommation humaine (aonori).

## Liste d'espèces
Selon NCBI (12 nov. 2010) :
- Monostroma angicava
- Monostroma arcticum
- Monostroma grevillei
- Monostroma latissimum
- Monostroma nitidum

Selon AlgaeBase (12 nov. 2010) :

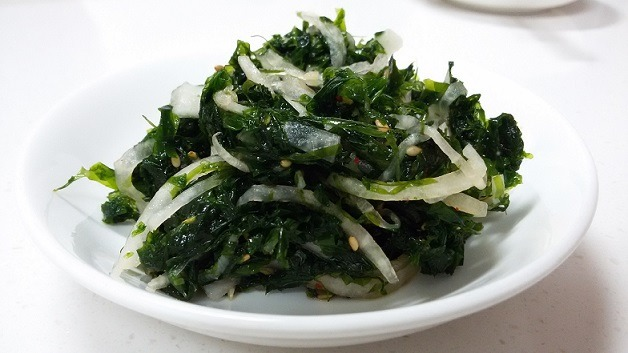
Monostroma nitidum dans un Namul coréen.

- Monostroma alittoralis Tanaka & K.Nozawa
- Monostroma angicava Kjellman
- Monostroma antarcticum V.J.Chapman
- Monostroma arcticum Wittrock
- Monostroma balticum (Areschoug) Wittrock
- Monostroma bullosum (Roth) Thuret (espèce type)
- Monostroma crassidermum Tokida
- Monostroma crassissimum Iwamoto
- Monostroma dactyliferum W.R.Taylor
- Monostroma ecuadoreanum W.R.Taylor
- Monostroma expansa G.S.West
- Monostroma fractum C.-C.Jao
- Monostroma grevillei (Thuret) Wittrock
- Monostroma hariotii Gain
- Monostroma lactuca J.Agardh
- Monostroma latissimum Wittrock
- Monostroma lindaueri V.J.Chapman
- Monostroma lubricum Kjellman
- Monostroma membranaceum West & G.S.West
- Monostroma moorei V.J.Chapman
- Monostroma mundum Kjellman (Statut incertain)
- Monostroma nitidum Wittrock
- Monostroma pacificum V.J.Chapman
- Monostroma parvum V.J.Chapman
- Monostroma quaternarium (Kützing) Desmazières
- Monostroma saccodeum Kjellman
- Monostroma sandei Weber-van Bosse